# Charles Schumer
Charles Ellis „Chuck“ Schumer (* 23. listopadu 1950 Brooklyn, New York) je americký politik za Demokratickou stranu USA. Od roku 1999 působí v Senátu USA jako tzv. senior senator za stát New York. V letech 2017–2021 vedl v Senátu demokratickou menšinu, v letech 2021 až 2025 pak demokratickou většinu. Od roku 2025 je opět vůdcem senátní demokratické menšiny.
Než se stal senátorem, Schumer působil v letech 1981–1999 jako poslanec Sněmovny reprezentantů USA za okrsky 16., 10. a 9. státu New York.

## Biografie

### Původ a mládí
Schumer se narodil v newyorské městské části Brooklyn jako syn Abrahama Schumera a Selmy roz. Rosen. Jeho otec vedl podnik zabývající se ničením domácích škůdců a jeho matka byla v domácnosti.